# Republikanischer Hochschulverband
Der Republikanische Hochschulverband (RHV) ist ein deutscher politischer Studentenverband. Er ist eine Unterorganisation der Republikaner und strebt die „Intellektualisierung der Partei“ bzw. „rechtsextreme Programmatik“ an.

## Geschichte
Der RHV wurde am 16. Mai 1989 in München im Verbindungshaus der Burschenschaft Danubia München von 40 Studenten gegründet. Zu den drei Vorsitzenden wurden Alexander von Schrenck-Notzing (Sohn von Caspar von Schrenck-Notzing), Hans-Ulrich Kopp und Alexander Wolf gewählt. Die erste öffentliche Sitzung des RHV fand im Juli 1989 im Löwenbräukeller in München  unter der Teilnahme des  Vorsitzenden der Republikaner Franz Schönhuber statt. Dieser hatte den RHV als offiziellen Studentenverband der Republikaner anerkannt. Noch 1989 gründeten sich in Freiburg, Kiel und München sowie in zehn weiteren Hochschulen Regionalgruppen u. a. in Frankfurt und Marburg. Die Ortsgruppen des extrem rechten Verbandes traten in der Öffentlichkeit mitunter „unabhängig und basisdemokratisch“ auf. Der Verband blieb unter seinen selbstgesetzten Zielen und hatte zuletzt 250 Mitglieder. Er stand in direkter Konkurrenz zum rechtsextremen Ring freiheitlicher Studenten (rfs). Die „inhaltlichen Zielsetzungen [des Republikanischen Hochschulverbandes] unterschieden sich kaum von denen des RFS“. Enge Kontakte bestanden zum rechtsextremistischen Gesamtdeutschen Studentenverband (GDS) des Bundes der Vertriebenen sowie zu den Republikanern und anderen Burschenschaften. Vereinzelt liefen rechtskonservative Mitglieder des Rings Christlich-Demokratischer Studenten (RCDS) zum RHV über. Vor allem deutschnational gesinnte Studierende aus adligen Akademikerfamilien sprach der RHV an. Politisch-inhaltlich verfolgte der Verband nationale Interessen und stand im Gegensatz zu den Zielen der Lesben- und Schwulen- sowie der Friedensbewegung. Längerfristig sollten die angehenden Akademiker eine Koalition der Republikaner als Vierte Partei mit der CSU vorbereiten, was jedoch am Widerstand der CSU scheiterte. Da der Studentenverband in keine Studierendenschaft einziehen konnte, löste er sich im April 1990 mit Zweidrittelmehrheit wieder selbst auf. Vor allem die rechtsextreme Ausrichtung der Republikaner unter Schönhuber war unter den Mitgliedern umstritten. Der Bundesverband blieb zwar formal erhalten, die einzelnen Ortsgruppen wurden hingegen abgewickelt. Eine Neugründung des Verbandes fand in den 1997 Jahren durch die Burschenschaft Normannia-Leipzig zu Marburg statt, die mit zwei Kandidaten 1997 und 1998 den Sprung in das Studentenparlament (StuPa) an der Philipps-Universität Marburg schaffte. In Berichten des Verfassungsschutzes wird der RHV bis 2005 als Unterorganisation der Republikaner gelistet.